# Bradford Young
Bradford Marcel Young (Louisville, 6 juli 1977) is een Amerikaanse cameraman (director of photography). 

## Carrière
Bradford Young werd in 1977 geboren in Louisville (Kentucky). Op vijftienjarige leeftijd verhuisde hij naar Chicago om met zijn vader samen te wonen. Hij studeerde aan de Howard-universiteit in Washington D.C., waar hij les kreeg van onder meer de Ethiopische filmmaker Haile Gerima.
Young begon zijn carrière als cameraman met het filmen van videoclips, reclamespots, korte films en documentaires. Zo filmde hij de korte film Streets 2 Suites in dienst van Heineken en de videoclip voor het muzieknummer "Cool Song No. 2" van MGMT. In 2007 maakte hij zijn filmdebuut met het drama White Lies, Black Sheep van regisseur James Spooner.
In 2006 werkte Young met Dee Rees samen aan de korte film Pariah. Enkele jaren later werd dat project door het duo omgevormd tot een langspeelfilm. In 2011 won Young op het Sundance Film Festival een Cinematography Award voor zijn camerawerk in Pariah (2011). Twee jaar later won hij de prijs opnieuw voor de films Mother of George (2013) en Ain't Them Bodies Saints (2013). 
Zijn grote doorbraak volgde in 2014, toen hij mocht meewerken aan zowel de biopic Selma als het misdaaddrama A Most Violent Year. Beide films werden door de Amerikaanse filmpers geprezen en sleepten verschillende prijzen in de wacht. Young zelf werd voor zijn camerawerk in Selma genomineerd voor een Independent Spirit Award. 
In 2015 werd Young lid van de American Society of Cinematographers (ASC). Een jaar later filmde Young in dienst van regisseur Denis Villeneuve de sciencefictionfilm Arrival.

## Filmografie
- White Lies, Black Sheep (2007)
- Pariah (2011)
- Restless City (2011)
- Middle of Nowhere (2012)
- Ain't Them Bodies Saints (2013)
- Mother of George (2013)
- Vara: A Blessing (2013)
- Selma (2014)
- A Most Violent Year (2014)
- Pawn Sacrifice (2015)
- Arrival (2016)
- Where Is Kyra? (2017)
- Solo: A Star Wars Story (2018)